# Копальня Коффін-Бей
Копальня Коффін-Бей – колишній гірничодобувний майданчик на півдні Австралії, що знаходився на південному завершенні півострова Ейр.
Наприкінці 1950-х звернули увагу на дюни з вапнякового піску, що покривали суттєву площу на схід від затоки Коффін-Бей. Дослідження показали, що він гарно підходить як флюс для доменних печей і в 1966-му розробку родовища почала гірничодобувна та металургійна компанія Broken Hill Proprietary (BHP), що, зокрема, володіла металургійним комбінатом у Ваялла (північне завершення півострова Ейр). Для вивозу продукції використовували залізничну колію завдовжки 32 км, що прямувала до Порт-Лінкольн на західному узбережжі затоки Спенсер. Поява копальні Коффін-Бей призвела до закриття аналогічного за призначенням майданчику на Варданг-Айленд.
Дюни мали висоту до 60 метрів, при цьому вилучення з них піску не потребувало якихось розкривних робіт, що означало мінімальні капітальні витрати. В 1969-му копальня вийшла на історичний максимум із видобутком у 504 тисячі тонн. Втім, вже на початку 1970-х почались масові поставки дрібної вапнякової фракції з Японії – остання закуповувала все більше вугілля, що при відсутності зворотнього вантажопотоку для насипних вантажів забезпечувало привабливі умови для транспортування з Японії. Як наслідок, видобуток в Коффін-Бей багаторазово скоротився і тепер забезпечував лише незначні поставки для плавильного майданчику в Порт-Пірі.
В 2001-му залізниця до Порт-Лінкольн була демонтована.
Всього з 1966 по 2005 роки з копальні Коффін-Бей отримали 3,16 млн тонн вапнякового піску.